# アニショアラ・スタンチウ
アニショアラ・クシュミール・スタンチウ (Anişoara Cuşmir-Stanciu、1962年6月28日 - )は、ルーマニア出身の女子元陸上競技選手で、専門は走幅跳である。
スタンチウは、1982年に7m15の世界新記録を樹立。しかし、すぐに同じルーマニアのバリ・イオネスクが世界新記録7m20を樹立する。ところが、スタンチウは、1983年5月に7m21を出し、再度世界記録保持者となる。さらに翌月に7m27、7m43と世界新記録を連発した。
同年の第1回の世界選手権では、東ドイツのハイケ・ダウテに敗れたものの、1984年ロサンゼルスオリンピックでは、東側諸国のボイコットにより、スタンチウは6m96で金メダルを獲得した。

## 実績
| 年   | 大会             | 場所                           | 種目   | 結果 | 記録 |
| ---- | ---------------- | ------------------------------ | ------ | ---- | ---- |
| 1981 | ユニバーシアード | ブカレスト（ルーマニア）       | 走幅跳 | 2位  | 6m77 |
| 1982 | ヨーロッパ選手権 | アテネ（ギリシャ）             | 走幅跳 | 2位  | 6m73 |
| 1983 | 世界選手権       | ヘルシンキ（フィンランド）     | 走幅跳 | 2位  | 7m15 |
| 1983 | ユニバーシアード | エドモントン（カナダ）         | 走幅跳 | 1位  | 7m06 |
| 1984 | オリンピック     | ロサンゼルス（アメリカ合衆国） | 走幅跳 | 1位  | 6m96 |

## 自己ベスト
- 走幅跳　7m43　 (1983年6月4日、世界歴代4位)